# Mamlambo
Mamlambo es una deidad en la mitología sudafricana y zulú, la "diosa de los ríos", descrita como una serpiente larga.
El mito de Mamlambo se volvió de interés para los cryptozoologos en 1997, cuando algunos periódicos sudafricanos (incluyendo The Star de Johannesburgo y Cape Argus de Ciudad del Cabo) reportaron supuestos avistamientos de un monstruo "reptil gigante" en el Río Mzintlava cerca del Monte Ayliff; Sudáfrica. También se reportó que el monstruo había matado a 9 personas. Pobladores del área afirmaron que el monstruo media 20 metros (67 pies) de largo, tenía cabeza de caballo, la parte inferior de un pez, piernas cortas, y el cuello de serpiente, y que brillaba con una luz verdosa durante la noche: una descripción similar a la de un Elasmosaurus, el cual fue un grupo de reptiles marinos gigantes que vivió y se extinguió con los dinosaurios, o la ballena primitiva Ambulocetus. 9 cuerpos se encontraron en el Río Mzintlava; de acuerdo con la policía, estuvieron en el agua por un tiempo prolongado y sus partes blandas alrededor de sus cabezas y cuello había sido devoradas por los cangrejos; los pobladores, por otro lado, aclamaban que estas mutilaciones habían sido causadas por el hábito de Mamlambo de comer caras y "succionar cerebros". Por esta  razón se le llama también "el succiona cerebros".

## Televisión y películas
- Una expedición fue hecha por SyFy en el show Destination Truth.